# Філ Коллінз
Філі́п Де́від Чарльз «Філ» Ко́ллінз (англ. Philip David Charles Collins; нар. 30 січня 1951, Лондон, Англія) — англійський співак, барабанщик, автор пісень, продюсер звукозапису та актор.
Здобув популярність як учасник рок-гурту «Genesis», потім зробив вражаючу сольну кар'єру, продавши понад 150 мільйонів екземплярів своїх альбомів. Коллінз є одним із трьох музикантів за всю історію (разом із Полом Маккартні та Майклом Джексоном), чиї альбоми були продані по всьому світу тиражем понад сто мільйонів екземплярів — і як соло-виконавця, і (окремо) як учасника музичного колективу. У той час як за всю свою кар'єру «Genesis» лише одного разу зуміли піднятися на вершину чарту «Billboard Hot 100», Коллінзу вдалося зробити це сім разів — із синглами «Against All Odds» (1984), «One More Night» (1985), «Sussudio» (1985), «Separate Lives» (1985), «A Groovy Kind of Love» (1988), «Two Hearts» (1988) і найвідомішою своєю піснею — «Another Day in Paradise» (1989). Своєрідною візитівкою Коллінза, як і раніше, залишається найперший сольний сингл, «In the Air Tonight».
Він співпрацював із такими відомими музикантами, як Пол Маккартні, Бі Бі Кінг, Оззі Осборн, Джордж Гаррісон, Роберт Плант, Ерік Клептон, Майк Олдфілд, Стінг, Джон Кейл, Браян Іно, Пітер Ґебріел, Раві Шанкар, Томмі Болін, Адам Ант, Фріда Лінгстад та Тупак Шакур.
Серед його нагород: 8 «Греммі», 2 «Золоті глобуси», 6 «Brit Awards», «Оскар», премія «Disney Legend», 6 нагород Британської академії композиторів та авторів, включаючи «Міжнародну премію» за досягнення. Він отримав зірку на Голлівудській алеї слави 1999 року, був введений до «Зали слави авторів пісень» 2003 року та «Зали слави рок-н-ролу» як учасник гурту «Genesis» 2010 року. У списку «100 найбільших барабанщиків усіх часів» журналу «Rolling Stone» він посів 43 місце.

## Біографія

### Ранні роки
Філіп Девід Чарльз Коллінз народився 30 січня 1951 року в лікарні Путні у Вондзверт, на південному заході Лондона. Його батько, Гревілл Філіп Остін Коллінз (1907—1972), був страховим агентом у компанії «London Assurance»; а мати, Вініфред Джун Коллінз (уроджена Стрендж, 1913—2011), працювала в магазині іграшок, а потім агентом із бронювання квитків у незалежній школі виконавського мистецтва «Barbara Speake Stage School» в Іст-Актоні. Коллінз був молодшим із трьох дітей: його сестра Керол виступала як професійна ковзанярка і пішла по стопах матері як театральний агент; а його брат Клайв став відомим карикатуристом. Коли Коллінзу виповнилося два роки, сім'я двічі переїжджала; вони оселилися в будинку 453 на Ганворт-роуд у Гаунзлоу, Міддлсекс.
У п'ять років Коллінзу на Різдво подарували іграшкову барабанну установку, а пізніше два дядьки зробили для нього саморобний набір із трикутників та бубнів, що вміщався у валізу. Коли Коллінз подорослішав, до них додалися більш повні набори, куплені його батьками. Він практикувався, підігруючи музиці, що лунала по телебаченню та радіо. Під час сімейного відпочинку в готелі «Butlin's» семирічний Коллінз взяв участь у конкурсі талантів, виконавши «Баладу про Деві Крокетта» («The Ballad of Davy Crockett»), але на півшляху зупинив оркестр, щоб сказати, що вони грають не у тій тональності. Великий вплив на Коллінза справили «The Beatles», зокрема їхній барабанщик Рінго Старр. Він стежив за маловідомим лондонським гуртом «The Action», барабанщика якого він копіював і чиї роботи познайомили його з соул-музикою «Motown» і «Stax Records». На Коллінза також вплинув джазовий і біг-бендовий барабанщик Бадді Річ, чия думка про важливість хай-хета спонукала його почати застосовувати його, відмовившись від використання двох бас-барабанів.
Приблизно у дванадцять років Коллінз отримав початкові уроки гри на фортепіано і музики від тітки свого батька. Він вивчав барабанні рудименти у Ллойда Раяна, а потім у Френка Кінга, і вважав це навчання, за його словами: «кориснішим за будь-що інше, тому що вони використовуються постійно. У будь-якій фанковій або джазовій грі на барабанах рудименти завжди присутні». Коллінз так і не навчився читати чи писати ноти і розробив власну систему, про що шкодував у подальшому житті: «Я завжди вважав, що якщо я можу наспівувати, то можу і зіграти. Для мене цього було достатньо, але таке ставлення — це погано»
. 
До одинадцяти років Коллінз відвідував Початкову школу Нельсона. Потім його прийняли до гімназії графства Чізвік, де він захопився футболом і створив шкільний гурт «Real Thing», в якому бек-вокалістками були Андреа Бертореллі, його майбутня дружина, та подруга Лавінія Ланг. Обидві жінки вплинули на особисте життя Коллінза в наступні роки. Наступною гуртом Коллінза став гурт «Freehold», з яким він написав свою першу пісню «Lying, Crying, Dying», а також грав в гурті під назвою «Charge». Він дружив з дитинства з Джеком Вайлдом, який став відомим завдяки ролі Доджера у фільмі «Олівер!» (1968); вони вчилися в одній школі, після того як мати Коллінза Джун помітила Вайлда, коли вони грали у футбол у парку.

### 1963—1970: ранні акторські ролі та гурти

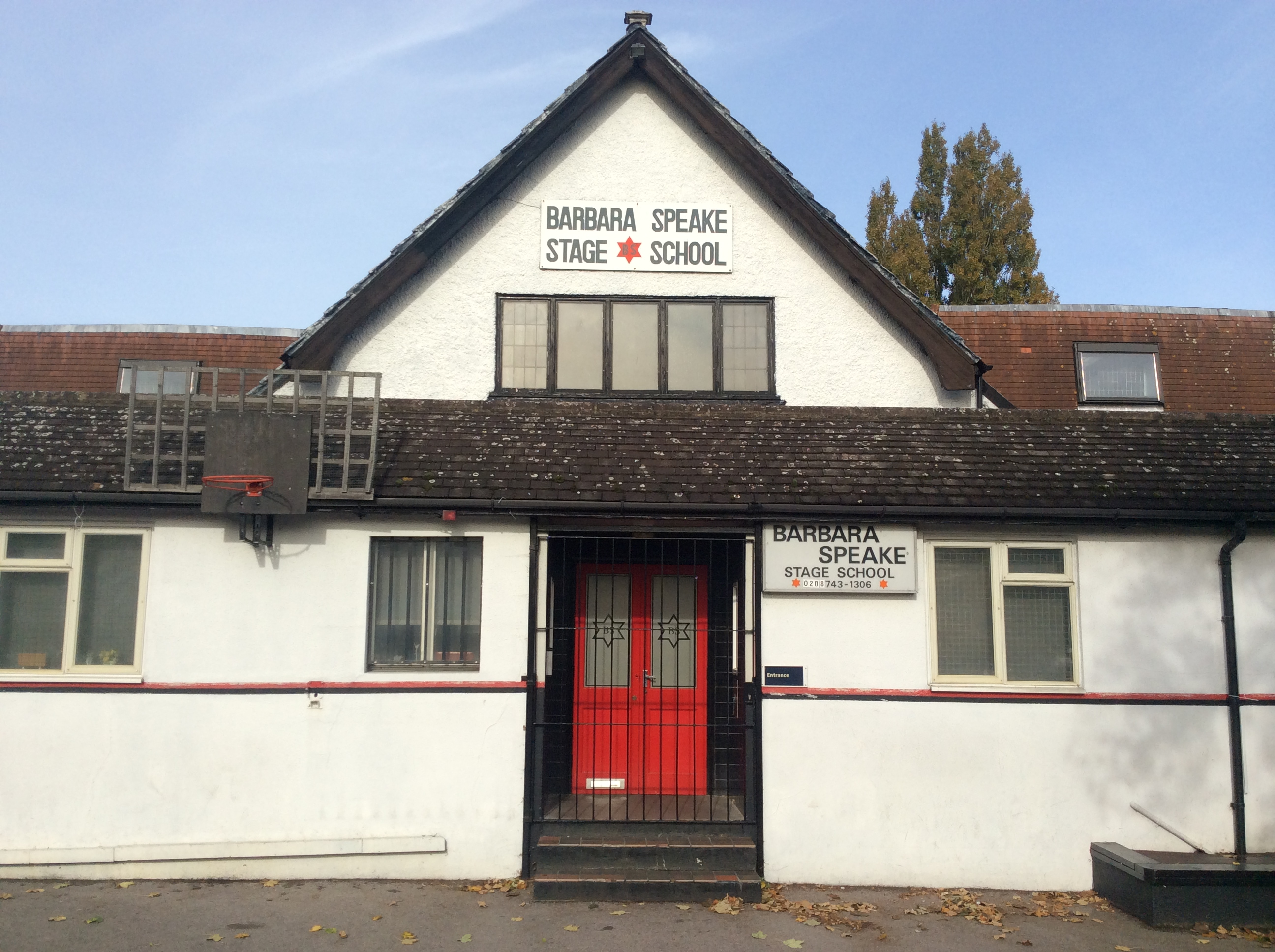
Театральна школа Барбари Спік в Іст-Актоні (західний Лондон), яку відвідував Філ Коллінз

У чотирнадцять років Коллінз кинув школу, щоб стати учнем Барбари Спік. Він знявся в масовці у фільмі «The Beatles» «Вечір важкого дня» (1964), де з'явився серед підлітків, що кричать під час телеконцерту. Пізніше, 1964 року, Коллінз отримав роль Артфула Доджера у двох постановках мюзиклу «Олівер!» на Вест-Енді. Йому платили 15 фунтів на тиждень, і він називав цю роль «найкращою роллю для дитини в усьому Лондоні». Він не зміг довго виконувати роль Доджера, оскільки під час виступу у нього зламався голос, і йому довелося говорити свої репліки до кінця шоу. Коллінз знявся у фільмі «Корова Каламіті» (1967), знятому «Children's Film Foundation». Після сварки з режисером Коллінз вирішив піти з акторства, щоб зайнятися музикою. Він мав з'явитися у фільмі «Чих-Чих-Бум-Бум» (1968) в ролі одного з дітей, які штурмують замок, але його сцену вирізали. Коллінз пройшов проби на роль Ромео у фільмі «Ромео і Джульєтта» (1968), але вона дісталася Леонарду Вайтінгу. 1967 року він подорожував Великою Британією, навчаючи людей танцю «кранч», який став популярним завдяки рекламній кампанії чіпсів «Smith's».
У роки акторської кар'єри музичний ентузіазм Коллінза зростав. Він так часто відвідував клуб «Marquee» на Вордур-стріт, що врешті-решт менеджери попросили його розставляти стільці, підмітати підлогу та допомагати в гардеробі. Саме тут Коллінз побачив виступ гурту «The Action» та новачків «Yes», які справили на нього великий вплив. Після невдалих прослуховувань у «Vinegar Joe» і «Manfred Mann Chapter Three» Коллінз влаштувався в гурт «Cliff Charles Blues Band» і вирушив у тур країною. Потім була робота в «The Gladiators», бек-групі чорного вокального квартету, до складу якого входив шкільний товариш Коллінза Ронні Керіл на гітарі. Приблизно цього часу Коллінз дізнався, що «Yes» шукають нового барабанщика, і поговорив із фронтменом Джоном Андерсоном, який запросив його на прослуховування наступного тижня. Коллінз не з'явився.
1969 року Коллінз і Керіл приєдналися до бек-вокальної групи Джона Вокера під час європейського турне, в якому брали участь гітарист Гордон Сміт і клавішник Браян Чаттон. Тур завершився, і квартет утворив рок-гурт «Hickory», який записав один сингл («Green Light»/«The Key»). Того ж року гурт змінив назву гурту на «Flaming Youth». Вони підписали контракт з лейблом «Fontana Records» і записали альбом «Ark 2» (1969), концептуальний альбом, написаний і спродюсований Кеном Говардом і Аланом Блейклі, який розповідає історію евакуації людини з палаючої Землі і її подорожі в космос. Кожен учасник гурту виконував вокальні партії.
У травні 1970 року, після розпаду «Flaming Youth», Коллінз зіграв на конгах у пісні Джорджа Гаррісона «Art of Dying», однак про його участь не було оголошено. Через роки Коллінз запитав Гаррісона про це упущення. Гаррісон надіслав Коллінзу запис, який нібито містив його гру; Коллінз був збентежений, почувши, що виконання було поганим. Коли Коллінз вибачився, Гаррісон зізнався, що запис був жартом, який Коллінз сприйняв з гумором.

### 1970—1978: «Genesis» і «Brand X»
У липні 1970 року рок-гурт «Genesis» підписав контракт з «Charisma Records» і записав свій другий альбом «Trespass» (1970), але після відходу гітариста Ентоні Філліпса, вони не мали успіху. Вони вирішили, що їхній барабанщик Джон Мейх'ю, хоча і був талановитим, але не мав бажаного для них рівня, й розмістили оголошення в «Melody Maker» про пошук барабанщика, «чутливого до акустичної музики», і гітариста на 12-струнну акустичну гітару. Коллінз помітив в оголошенні ім'я власника «Charisma» Тоні Страттона Сміта, з яким був знайомий багато років, і пішов з Керілом на прослуховування. До складу гурту, який існував менше року, увійшли друзі з приватної школи-пансіону Чартерхаус: вокаліст Пітер Ґебріел, клавішник Тоні Бенкс і басист/гітарист Майк Резерфорд. Коллінз і Керіл приїхали раніше, тож Філ встиг поплавати у басейні в будинку батьків Габріеля і запам'ятати композиції, які грали барабанщики до нього. Він згадував: «Вони поставили „Trespass“, і моє перше враження було про дуже м'яку та плавну музику, не різку, з вокальними гармоніями, і я пішов, думаючи про „Crosby, Stills and Nash“». Ґебріел, як колишній барабанщик, сказав, що по тому, як Коллінз сидів за ударною установкою, було видно, що він знає, що робить, а також був вражений, коли Філ згадав про сесію з Джорджем Гаррісоном. 8 серпня 1970 року Коллінз став четвертим барабанщиком гурту. Після цього «Genesis» взяли двотижневу відпустку, під час якої Коллінз підробляв, працюючи декоратором екстер'єрів. Резерфорд вирішив, що Керіл не підходить як гітарист, і тому більше місяця «Genesis» писали пісні, репетирували та гастролювали у складі чотирьох осіб. У січні 1971 року до гурту приєднався Стів Гаккетт.
З 1970 по 1975 роки Коллінз грав на барабанах, перкусії та виконував бек-вокал у альбомах і концертах «Genesis». Резерфорд коментував, що «на барабанах Філ одразу ж став величезною підтримкою. Ми ніколи раніше не отримували стільки енергії з машинного відділення; це був зовсім інший рівень». Резерфорд і Бенкс продовжували виконувати вокальні партії в таких піснях, як «Harlequinn», але Коллінз став незабаром основним бек-вокалістом «Genesis», так як вони виявили, що мультитрекінг вокалу Коллінза і Ґебріела був швидшим і давав кращі результати, ніж спів усіх чотирьох членів гурту. Вони також виявили, що голоси Коллінза і Ґебріела настільки схожі, що коли вони співали партію разом, це звучило як один винятково сильний голос, а не як два. Цю техніку було використано в першому хітовому синглі гурту, «I Know What I Like (In Your Wardrobe)».
У цей період Коллінз брав участь у пісенних джемах, під час яких було створено більшу частину матеріалу «Genesis», але писав мало самостійних пісень порівняно з іншими чотирма учасниками гурту. Найбільш помітний внесок Коллінза у написання пісень протягом 1970—75 років включає створення ритму стакато, який був головною темою фавориту живих виступів — пісні «Watcher of the Skies». Його перший альбом у складі гурту, «Nursery Cryme», містить акустичну пісню «For Absent Friends», в якій Коллінз виконує вокальну партію. Він заспівав «More Fool Me» у їхньому альбомі 1973 року «Selling England by the Pound» і в наступному турі, вперше взявши на себе роль вокаліста «Genesis» під час живого виступу. 1974 року Коллінз грав на барабанах у другому альбомі Браяна Іно «Taking Tiger Mountain (By Strategy)» після того, як Іно додав електронні ефекти до двох пісень у альбомі «The Lamb Lies Down on Broadway».
У серпні 1975 року було публічно оголошено про відхід Ґебріела з гурту. «Genesis» розмістили оголошення про пошук його заміни в журналі «Melody Maker» і отримали близько 400 відгуків. Після тривалого прослуховування, де він співав бек-вокал для претендентів, Коллінз став провідним вокалістом гурту під час запису альбому «A Trick of the Tail». Альбом мав комерційний і критичний успіх, досягнувши 3 місця в чартах Великої Британії та 31 місця у США. «Rolling Stone» написав, що «Genesis» «вдалося перетворити можливу катастрофу, пов'язану з відходом Ґебріела, на свій перший масовий американський успіх». Під час туру колишній барабанщик гуртів «Yes» і «King Crimson» Білл Бруфорд грав на барабанах у тих частинах, де співав Коллінз. 1976 року він запросив американського барабанщика Честера Томпсона, що раніше працював з Френком Заппою і гуртом «Weather Report», який надалі став основним учасником музичних груп підтримки на лише «Genesis», але і Коллінза до 2010 року. 1977 року Коллінз, Бенкс і Резерфорд вирішили продовжити діяльність «Genesis» у форматі тріо, через що вони назвали свій новий альбом «...And Then There Were Three...» («…А потім їх стало троє…»). До нього увійшов перший сингл гурту, що потрапив до британського «топ-10» і американського «топ-40» чартів, «Follow You Follow Me». Рівень комерційного успіху, якого «Genesis» досягли до цього часу, дозволив Коллінзу і його дружині навесні 1978 року переїхати в Олд Крофт, будинок, розташовний у Шалфорді (графство Суррей).
У період, коли Коллінз був барабанщиком «Genesis», він брав участь у різних гостьових і сольних проектах. 1973 року він разом із Гакеттом взяв участь у сольному дебюті колишнього гітариста гурту «Yes» Пітера Бенкса. 1975 року Коллінз співав і грав на барабанах, вібрафоні та перкусії у першому сольному альбомі Гакетта «Voyage of the Acolyte»; брав участь в альбомах Іно «Another Green World», «Before and After Science» і «Music for Films»; замінив барабанщика Філа Спінеллі в джаз-ф'южн гурті «Brand X» перед записом їхніх перших двох альбомів, «Unorthodox Behaviour» і «Moroccan Roll». Коллінз грав на ударних у пісні «Johnny the Fox» гурту «Thin Lizzy» і співав у дебютному сольному альбомі Ентоні Філліпса «The Geese & the Ghost».

### 1978—1984: сольний дебют з «Face Value» і «Hello, I Must Be Going!»

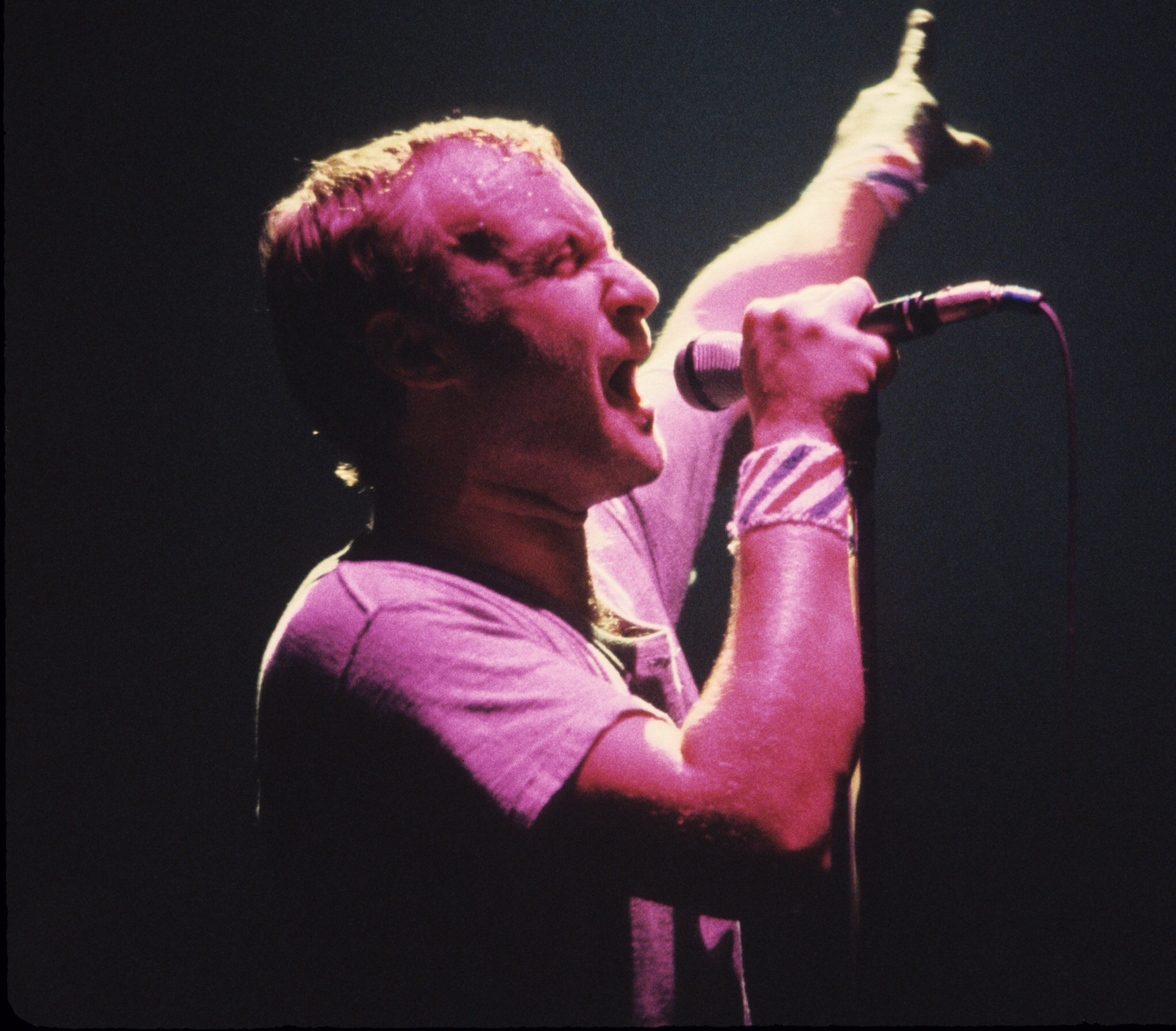
Філ Коллінз під виступу 1981 року

Після закінчення гастролей «Genesis» у грудні 1978 року гурт пішов на перерву, тоді як Коллінз вирушив у Ванкувер (Канада), де тоді жила його дружина, щоб спробувати врятувати від розпаду свій шлюб. Спроба провалилася, і його дружина переїхала в Англію з дітьми, живучи окремо. Коллінз повернувся в їхній англійський будинок Олд Крофт, їхнє розлучення остаточно оформили 1981 року. У цей час Бенкс і Резерфорд записували свої перші сольні альбоми, тому Коллінз долучився до гурту «Brand X» для запису альбому «Product» та супроводжував супутній до нього тур; зіграв у альбомі Джона Мартіна «Grace and Danger»; і почав створювати власні демо-записи вдома. Після цього «Genesis» відновили свою діяльність, записувалися і гастролювали до 1980 року, випустивши альбом «Duke» (1980). Усі троє учасників написали до альбому по дві композиції; Коллінз представив пісні «Please Don't Ask» і «Misunderstanding».
У лютому 1981 року Коллінз випустив свій дебютний сольний альбом «Face Value». Він підписав контракт з «Virgin Records» і «WEA» для американського розповсюдження альбому, щоб дистанціюватися від лейбла «Charisma», і контролював кожен етап його виробництва; він сам від руки написав анотації до нього. Його розлучення стало основною темою лірики та назв пісень, він казав: «У мене була дружина, двоє дітей, двоє собак, а наступного дня у мене не було нічого. Тож багато з цих пісень були написані тому що я переживання ці емоційні зміни». Коллінз продюсував альбом у співпраці з Г'ю Педгемом, з яким він також працював над альбомом Пітера Ґебріела «Peter Gabriel» 1980 року. «Face Value» посів перше місце в семи країнах, включаючи британський чарт альбомів, і сьоме місце в США, де він розійшовся накладом у 5 мільйонів копій. Пісня «In the Air Tonight», головний сингл альбому, стала хітом і досягла другого місця в британських чартах. Вона відома своїм ефектом закритої реверберації, використаному на барабанах Коллінза. Цю техніку Педгем розробив, працюючи інженером над піснею Ґебріела «Intruder», в якій Коллінз грав на барабанах.
На запрошення звукорежисера Мартіна Льюїса, Коллінз виступив як сольний виконавець на благодійному шоу «The Secret Policeman's Other Ball», що проводилося організацією «Amnesty International», у лондонському Королівському театр на Друрі-Лейн у вересні 1981 року, виконавши пісні «In the Air Tonight» і «The Roof Is Leaking». Цього року Коллінз знову працював з Джоном Мартіном, продюсуючи його альбом «Glorious Fool». У вересні 1981 року «Genesis» випустили альбом «Abacab». За ним послідували тур на його підтримку 1981 року і двомісячний тур 1982 року на підтримку концертного альбому «Three Sides Live». На початку 1982 року Коллінз виступив продюсером і грав у «Something's Going On», третьому сольному альбомі Анні-Фрід Лінгстад вокалістки гурту «ABBA», а також виконав більшість барабанних партій у «Pictures at Eleven», першому сольному альбомі вокаліста гурту «Led Zeppelin» Роберта Планта. У жовтні 1982 року Коллінз взяв участь у єдиному концерті-возз'єднанні «Genesis» «Six of the Best», що проходив в Мілтон-Кейнс Боул у Бакінгемширі, який ознаменував повернення Ґебріела на вокалі та Гаккета на гітарі.
Його другий сольний альбом, «Hello, I Must Be Going!», вийшов у листопаді 1982 року. Сімейні проблеми Коллінза продовжували слугувати джерелом натхнення для його пісень, включно з «I Don't Care Anymore» і «Do You Know, Do You Care». Альбом посів друге місце у Великій Британії та восьме місце у США, де його продали накладом 3 мільйони копій. Його другий сингл, кавер-версія пісні «You Can't Hurry Love» гурту «The Supremes», став першим синглом Коллінза «номер один» у Великій Британії і посів 10 місце в США. З листопада 1982-го по лютий 1983 року на підтримку альбому Коллінз проводив тур «Hello, I Must Be Going!» по Європі і Північній Америці. Після туру Коллінз зіграв на ударних у другому сольному альбомі Планта «The Principle of Moments», а також продюсував та грав у двох треках для альбому Адама Анта «Strip», «Puss 'n Boots» і заголовній пісні. У травні 1983 року Коллінз, Бенкс і Резерфорд записали однойменний альбом «Genesis»; тур на його підтримку завершився п'ятьма концертами в Бірмінгемі (Англія) в лютому 1984 року. Останні концерти були зняті на відео і випущені під назвою «Genesis Live — The Mama Tour».

### 1984—1989: «No Jacket Required» і комерційний мегауспіх
Коллінз написав і виконав пісню «Against All Odds», головну тему для однойменного романтичного фільму «Всупереч всьому» (1984), яка продемонструвала більш поп-орієнтоване і комерційно доступне звучання, ніж його попередні роботи. Випущений у лютому 1984 року, цей сингл став першим у його сольній кар'єрі, що досяг першого місця в чарті «Billboard Hot 100»; у Великій Британії він посів друге місце. Коллінз отримав премію «Греммі» за найкраще чоловіче поп-вокальне виконання. Пісня принесла йому номінацію на премію «Оскар» у категорії «Найкраща оригінальна пісня», у зв'язку з цим він організував свій тур 1985 року так, щоб мати можливість виконати її на церемонії нагородження. Проте Коллінза не запросили заспівати свою пісню, організатори заходу пояснювали це тим, що «всі місця уже зайняті», натомість він сидів у залі і спостерігав, як замість нього її виконує танцівниця Енн Рейнкінг. Її виступ був погано сприйнятий Коллінзом і «Los Angeles Times», яка писала: «Рейнкінг проробила неймовірну роботу, повністю зіпсувавши прекрасну пісню». На наступних концертах Коллінз представляв її, саркастично говорячи: «Мені шкода, що міс Енн Рейнкінг не змогла бути тут сьогодні ввечері; думаю, мені доведеться заспівати свою власну пісню».
1984 року Коллінз брав участь у створенні альбому «Chinese Wall» вокаліста гурту «Earth, Wind & Fire» Філіпа Бейлі, до якого увійшов їхній дует «Easy Lover». Пісня посідала перше місце у Великій Британії протягом чотирьох тижнів, а в США посіла друге місце. Він спродюсував і зіграв на ударних у кількох треках альбому «Behind the Sun» Еріка Клептона. У листопаді Коллінз взяв участь у благодійній супергрупі «Band Aid», що допомагала Ефіопії в боротьбі з голодом, і зіграв на барабанах у синглі «Do They Know It's Christmas?».
Третій альбом Коллінза, «No Jacket Required», записаний 1984 року, став поворотним моментом у його творчості. Він відійшов від текстів про своє особисте життя і написав більш запальні й танцювальні пісні з сильними зачепами і мелодіями. Коллінз заздалегідь заявив: «У мене є уявлення про те, що я хочу зробити: вирватися з коробки „любовних пісень“, в якій я опинився. Я зроблю танцювальний альбом. Або, принаймні, альбом із парою темпових треків». Стінг, Пітер Ґебріел і Гелен Террі виступили як бек-вокалісти. Альбом «No Jacket Required» вийшов в лютому 1985 року й мав великий успіх у всьому світі, очоливши чарти кількох країн. Пісні «Sussudio» і «One More Night» посіли перше місце в чарті синглів США, остання посіла 4 місце у Великій Британії та стала його четвертою сольною піснею, що потрапила до британського «топ-10», а «Don't Lose My Number» і «Take Me Home» потрапили до «топ-10» у США. «No Jacket Required» залишається найуспішнішим альбомом у кар'єрі Коллінза, його продажі склали понад 12 мільйонів копій у США (де він отримав діамантову сертифікацію), і 1,9 мільйона у Великій Британії (де він став другим найпродаванішим альбомом 1985 року).

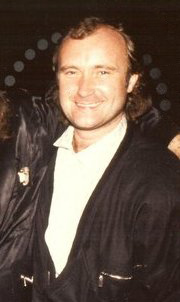
Філ Коллінз у 1980-х роках

Говорячи про успіх альбому, Девід Фрік з «Rolling Stone» написав: «Після кількох років, проведених на задвірках арт-року, Коллінз міцно влаштувався в середині шляху. Можливо, наступного разу йому варто перевірити себе й очікування своїх нових шанувальників». «Sussudio» привернув до себе негативну увагу тим, що за звучанням він був занадто схожий на пісню Прінса «1999», Коллінз не став заперечувати це звинувачення. Альбом «No Jacket Required» приніс Коллінзу перші дві з шести премій «Brit Awards», ставши найкращим британським чоловічим альбомом і найкращим британським альбомом. 1985 року у Коллінза було три пісні, які очолили чарт США, що стало найбільшим показником серед усіх виконавців того року. «No Jacket Required» отримав три премії «Греммі», включно з «Альбомом року».
У рамках світового туру «The No Jacket Required World Tour» з лютого по липень 1985 року Коллінз дав 85 концертів. 13 липня він взяв участь у концертах «Live Aid» — продовженні кампанії зі збору коштів, розпочатої «Band Aid». Коллінз став єдиним виконавцем, який виступив в один день на лондонському концерті на стадіоні «Вемблі» і на американському концерті на Стадіоні імені Кеннеді у Філадельфії. Після виступу в Лондоні, який «Ultimate Classic Rock» назвав «особливо приємною для публіки добіркою пісень», включно з «Against All Odds», «In the Air Tonight», та виконання зі Стінгом, Коллінз полетів на концерт до Філадельфії літаком Concorde, де виконав свій сольний матеріал, зіграв на ударних для Еріка Клептона, а також під час виступу Роберта Плантом з Джиммі Пейджем, які тимчасово возз'єдналися у рамках гурту «Led Zeppelin». Останній виступ був погано сприйнятий і пізніше гурт відхрестився від нього. Надалі Пейдж казав, що Коллінз не вивчив свої партії для виступу. Коллінз відповів, що гурт «був не дуже гарним», що «дріботіння» Пейджа змусило його почуватися незручно, і йому довелося просто продовжити виступ, а не залишити сцену, щоб не привернути негативної уваги публіки. У листопаді 1985 року вийшла пісня «Separate Lives», написана Коллінзом разом з Мерилін Мартін для музичної драми «Білі ночі», яка стала хітом «номер один» у США.
Наприкінці 1985 року музична преса відзначала, що астрономічний успіх Коллінза як сольного виконавця зробив його популярнішим за «Genesis». Перед виходом «No Jacket Required» Коллінз наполягав, що не покине гурт і що він відчуває себе «щасливішим від того, що ми робимо зараз, тому що я відчуваю, що це ближче мені». У жовтні 1985 року він возз'єднався з Бенксом і Резерфордом для запису тринадцятого альбому «Genesis», «Invisible Touch». Випущений 1986 року, він став найпродаванішим альбомом гурту: у США було продано 6 мільйонів копій і 1,2 мільйона — у Великій Британії. Заголовний трек альбому (пісня «Invisible Touch») випущений як сингл посів перше місце в США, ставши єдиним з пісень «Genesis», якому це вдалося. Гурт отримав нагороду «Греммі» (єдину) і номінацію на премію «MTV Video Music Award» у категорії «Відео року» (за 1987 рік) за кліп до пісні «Land of Confusion», в якому використано лялькові карикатури із британської сатиричної програми «Spitting Image». Деякі музичні критики порівнювали альбом із сольною роботою Коллінза, але Дж. Д. Консідайн з «Rolling Stone» похвалив комерційну привабливість альбому, заявивши: «Кожна мелодія ретельно підібрана так, що кожна нотка дає не інструментальне осяяння, а міцний хук». У березні 1986 року вийшов «No One Is to Blame», хітовий сингл Говарда Джонса, в якому Коллінз грав на барабанах, виконав бек-вокал та був співпродюсером разом з Падгамом. Також Коллінз виконував бек-вокал, був продюсером і грав на барабанах у більшій частині альбому Еріка Клептона «August» 1986 року. Він гастролював з Клептоном по Європі на підтримку альбому, під час виступів було записано два концертних відео: «Live at Montreux 1986» (фільм Еріка Клептона) і «Eric Clapton and Friends Live 1986». У кожному з цих відео Коллінз виступав як барабанщик і виконував пісню «In the Air Tonight» разом з Клептоном, басистом Натаном Істом і клавішником Грегом Філлінгейном.
Після гастролей з «Genesis» 1987 року Коллінз прийшов до висновку, що його музика стала надто популярною, через що вирішив взяти річну перерву у написанні та записі пісень. Він зіграв свою першу акторську роль з кінця 1960-х років, зігравши Бастера Едвардса у романтичній комедійній кримінальній кінодрамі «Бастер», де його партнеркою по ролі була Джулі Волтерс (яка зіграла його дружину Джун), стрічка розповідала про Велике пограбування поїзда 1963 року в Ледберні (Бакінгемшир). Відгуки про фільм були неоднозначними, а його тематика викликала суперечки; принц Чарльз і принцеса Діана відмовилися від запрошення на прем'єру після того, як стрічку звинуватили в прославлянні злочинності. Коллінз написав чотири пісні для саундтрека до фільму; його балада «A Groovy Kind of Love», спочатку виконана гуртом «The Mindbenders», стала його єдиним синглом, що посів перше місце у Великій Британії та США. Пісня з фільму «Two Hearts», яку він написав у співавторстві з Лемонтом Доузером, посіла перше місце в США і принесла їм обом «Золотий глобус» за найкращу оригінальну пісню та номінацію на «Оскар» у тій самій категорії. Кінокритик Роджер Еберт сказав, що Коллінз «зіграв [роль Бастера] з дивовижною ефектністю». 1988 року про Коллінза зняли епізод британського телесеріалу «Це твоє життя». Наступного року він був серед музикантів, які пожертвували свій одяг для виставки «Рок-цирк мадам Тюссо», що проходила в Лондонському павільйоні, присвяченій історії рок- і поп-музики, на якій були відтворені у воску її головні постаті.

### 1989—1996: «…But Seriously», «Both Sides», вихід з «Genesis»
У серпні 1989 року Коллінз виступив як спеціальний гість на двох концертах гурту «The Who» в рамках їхнього туру 1989 року, виконавши пісню «Fiddle About» в ролі дядька Ерні та «Tommy's Holiday Camp» з рок-опери «Tommy» (1969).
З квітня по жовтень 1989 року Коллінз записував свій четвертий альбом «...But Seriously» в Англії та Лос-Анджелесі, у текстах якого він торкався соціальних і політичних тем. Альбом, випущений в листопаді 1989 року, мав всесвітній комерційний успіх, провівши п'ятнадцять тижнів на першому місці в чартах Великої Британії і три тижні в чартах США. «…But Seriously» став найпродаванішим альбомом у Великій Британії 1990 року і увійшов до числа найпродаваніших альбомів в історії британських чартів. Також він став одним із найпродаваніших альбомів у Німеччині. Його головним синглом стала пісня «Another Day in Paradise», що виступала проти бездомності, бек-вокал у якій виконав Девід Кросбі. Після виходу в жовтні 1989 року пісня посіла перше місце в США, ставши там останнім синглом «номер один» 1980-х років. Незважаючи на успіх, пісня зазнала різкої критики і була додана до звинуваченнь в лицемірстві, висунутими проти Коллінза. Відповідаючи на критику пісні, Коллінз заявив: «Коли я їду вулицею, я бачу те ж саме, що й усі інші. Це хибна думка, що якщо у вас є багато грошей, то ви якось відірвані від реальності». 1991 року «Another Day in Paradise» отримала премію «Греммі» в номінації «Запис року». Інші пісні з «…But Seriously» увійшли до п'ятірки найкращих у США: «Something Happened on the Way to Heaven», «Do You Remember?» та «I Wish It Would Rain Down» з Еріком Клептоном на гітарі.
На підтримку «…But Seriously» був проведений світовий тур, «Seriously, Live! World Tour», який тривав з лютого по жовтень 1990 року і складався з 121 концерту. Під час туру був записаний концертний альбом «Serious Hits... Live!», який розійшовся накладом 1,2 мільйона копій у Великій Британії та понад 4 мільйони у США. У лютому 1990 року Коллінз виконав пісню «Another Day in Paradise» на церемонії вручення премії «Brit Awards» 1990 року, яка стала британським синглом року, а у вересні — «Sussudio» на церемонії вручення премії «MTV Video Music Awards» 1990 року в Лос-Анджелесі. Він також грав на барабанах у синглі гурту «Tears for Fears», «Woman in Chains», випущеного 1989 року.
1991 року Коллінз знову зібрався з Бенксом і Резерфордом, для написання та запису нового альбому «Genesis», «We Can't Dance». Він став п'ятим поспіль альбомом гурту, який очолив чарт Великої Британії та досягнув 4 місця у США, де було продано понад 4 мільйони копій. До нього увійшли сингли «Jesus He Knows Me», «I Can't Dance», «No Son of Mine» та «Hold on My Heart». 1992 року Коллінз виступав в турі «Genesis». На церемонії «American Music Awards» 1993 року «Genesis» отримав нагороду в номінації «Улюблений поп-/рок-гурт, дует або група». 1993 року Коллінз став співавтором, співаком і виконавцем синглу Девіда Кросбі «Hero» 1993 року.
У 1992 і 1993 роках Коллінз працював над своїм п'ятим студійним альбомом «Both Sides». Він ознаменував його відхід від більш «відшліфованих» і швидких пісень останніх альбомів до матеріалу більш експериментального характеру, де Коллінз сам грав на всіх інструментах і продюсував запис, тому що за його словами написані ним пісні «ставали настільки особистими, настільки приватними, що я не хотів, щоб хтось інший в них втручався». Центральною темою альбому став розпад його другого шлюбу. Випущений у листопаді 1993 року, «Both Sides» очолив чарти вісьми країн, включно з Великою Британією, і посів 13 сходинку у США. Порівняно з попередніми альбомами в США продажі альбому впали, і до кінця року він отримав лише одну платинову сертифікацію. Його двома найпопулярнішими синглами стали «Both Sides of the Story» і «Everyday». У рамках туру «Both Sides of the World Tour» Коллінз дав 165 концертів у чотири етапи з квітня 1994-го по травень 1995 року. Цієї пори, через свої гастрольні зобов'язання, він відмовився від участі у записі альбому «Tower of Song: The Songs of Leonard Cohen», альбому кавер-версій пісень Леонарда Коена. 29 березня 1996 року Коллінз публічно оголосив про рішення залишити «Genesis» і зосередитись на сольній кар'єрі.

### 1996—2006: біг-бенд Філа Коллінза, «Dance into the Light», робота з Діснеєм та «Testify»

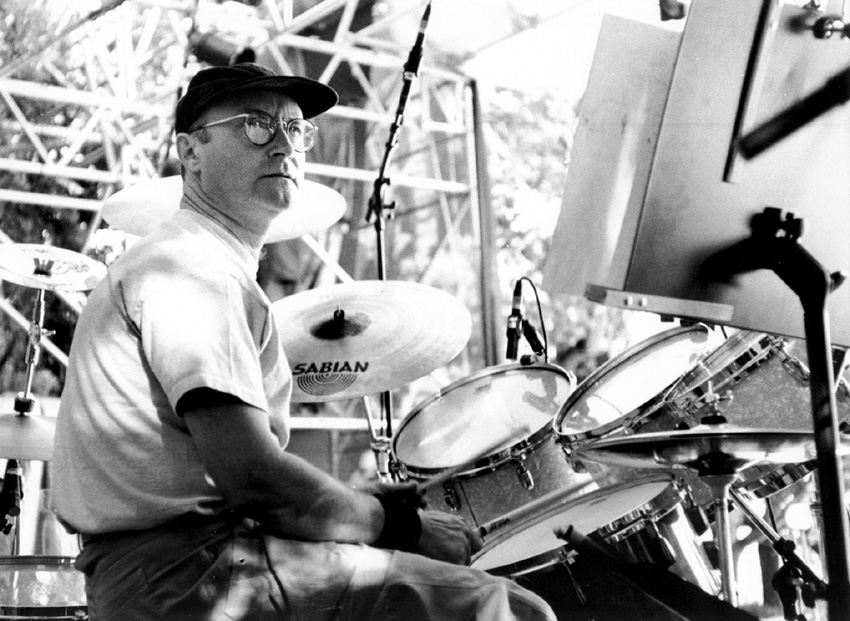
Філ Коллінз під час виступу 1997 року

Протягом кількох місяців, що передували відходу Коллінза з «Genesis», він створив свій власний біг-бенд «Phil Collins Big Band», у якому сів за барабани. Він вже давно хотів зайнятися цим проектом, натхнення для якого послужив гурт «Burning for Buddy» барабанщика Ніла Пірта. Після переїзду до Швейцарії, Коллінз отримав запрошення виступити на Джазовому фестивалі в Монтре, для чого він зібрав гурт, до складу якого включив Квінсі Джонса як диригента і Тоні Беннетта як вокаліста. У липні 1996 року гурт вирушив в тур по літніх джазових фестивалях, де виконував матеріал «Genesis» і сольні пісні Коллінза. Їхній перший виступ відбувся в Альберт-Холлі на концерті «Prince's Trust», на якому були королева Єлизавета II і Нельсон Мандела. Щоб вивчити свої партії, Коллінз розробив власну нотацію на аркушах. Після цього гурт пішов у перерву до туру США та Європою влітку 1998 року, в ході якого записав концертний альбом «A Hot Night in Paris».
У жовтні 1996 року Коллінз випустив свій шостий сольний альбом «Dance into the Light», який посів 4 місце у Великій Британії та 23 місце у США. Альбом був негативно сприйнятий музичною пресою і мав меньші продажі, ніж його попередні роботи. «Entertainment Weekly» написав у рецензії, що «навіть Філ Коллінз повинен знати, що ми всі втомилися від Філа Коллінза». Серед синглів альбому були «Dance into the Light», яка досягла 9 місця у Великій Британії, та «It's in Your Eyes», натхненну гуртом «The Beatles». Альбом отримав золоту сертифікацію у США. 1997 році Коллінз гастролював на підтримку альбому в рамках світового туру «Trip into the Light World Tour», який складався із 82 концертів. Він виконав «In the Air Tonight» і «Take Me Home» на благодійному концерті «Music for Montserrat» у Лондоні разом з Полом Маккартні, Елтоном Джоном, Еріком Клептоном, Марком Нопфлером і Стінгом.
У жовтні 1998 року Коллінз випустив свій перший альбом-компіляцію «...Hits», до якого увійшов новий трек, кавер на пісню Сінді Лопер «True Colors», спродюсований Кеннетом «Babyface» Едмондсом. Альбом мав комерційний успіх у всьому світі, досягнувши першого місця у британських чартах, станом на 2012 рік його продажі у США склали 3,4 мільйона копій.
У середині 1990-х років Коллінза залучили до написання і виконання пісень для діснеївського пригодницького фільму «Тарзан» (1999), де вони були об'єднані з музикою Марка Манчіни. Коллінз також виконав свої пісні французькою, італійською, німецькою та іспанською мовами для дубльованих версій саундтрека до фільму. Його пісня «You'll Be in My Heart», випущена в червні 1999 року, провела 19 тижнів на першому місці в «Billboard» «Adult Contemporary», що стало для нього на той момент найтривалішим терміном перебування у цьому чарті. 2000 року «You'll Be in My Heart» принесла Коллінзу премії «Оскар» і «Золотий глобус», обидві за найкращу оригінальну пісню. Того ж року він виконав пісню «Two Worlds» на щорічному шоу, яке проводиться під час перерви «Супербоула», продюсуванням якого займалася компанія «Disney».
У червні 1999 року Коллінз був удостоєний зірки на Голлівудській алеї слави. 2000 року він частково оглух на одне вухо через вірусну инфекцию. У червні 2002 року Коллінз прийняв запрошення виступити як барабанщик на концерті «Party at the Palace», який проходив на території Букінгемського палацу і був присвячений золотому ювілею королеви Єлизавети II. 2002 року він отримав нагороду «Легенда Діснею».
11 листопада 2002 року Коллінз випустив свій сьомий сольний альбом «Testify». Огляд рецензій на альбоми, проведений «Metacritic», показав, що «Testify» отримав найгірші відгуки на момент його виходу, проте з подальшими трьома його релізами оцінки стосовно нього покращилися. Сингл альбому «Can't Stop Loving You» (кавер до пісні Лео Сеєра) став хітом «номер один» в чарті «Adult Contemporary». До кінця року «Testify» розійшовся накладом 140 000 копій у США.
Далі «Disney» найняли Коллінза для написання та виконання саундтреку до анімаційного фільму «Братик ведмедик» 2003 року, до якого увійшла пісня «Look Through My Eyes». Того ж року його було введено до Зали слави піснярів. 2004 року Коллінз випустив два альбоми-компіляції, «The Platinum Collection» та «Love Songs». З червня 2004 року по листопад 2005 року Коллінз провів свій Перший фінальний прощальний тур, що було відсиланням до численних прощальних турів інших популярних артистів. 2006 року він працював з «Disney» над мюзиклом «Тарзан».

### 2006—2015: перше возз'єднання «Genesis», «повернення» і вихід на пенсію

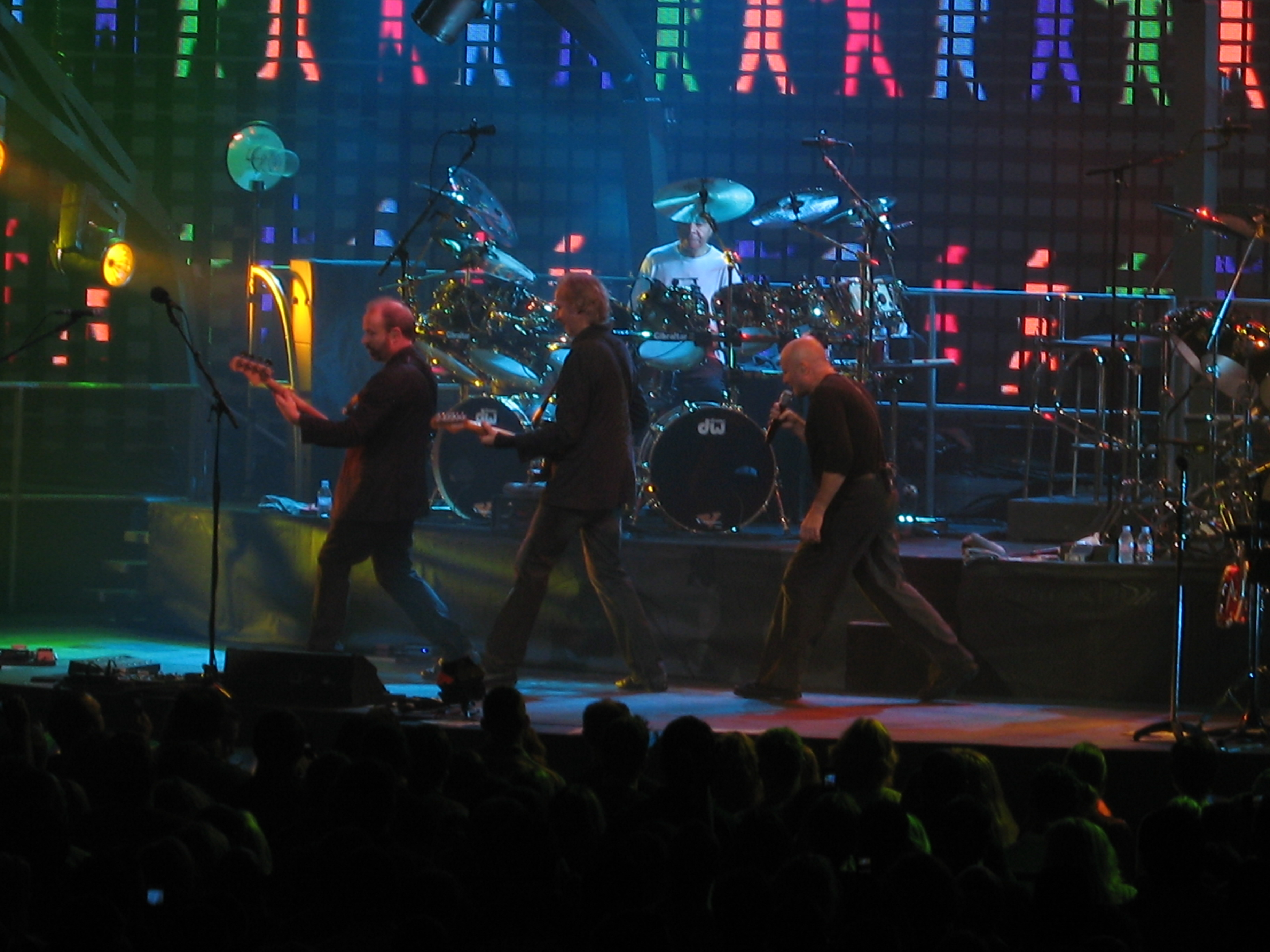
Філ Коллінз виступає в рамках гурту «Genesis», 2007 рік

7 листопада 2006 року Коллінз возз'єднався з Бенксом і Резерфордом і оголосив про «Turn It On Again: The Tour», через майже 40 років після створення «Genesis». Тур проходив влітку 2007 року і охопив дванадцять країн Європи, після чого послідував його другий етап у Північній Америці. Під час туру «Genesis» виступили на концерті «Live Earth» на стадіоні «Вемблі» в Лондоні. Також 2007 року їх відзначили на другій щорічній церемонії «VH1 Rock Honors», що проходила в Лас-Вегасі, де вони виконали пісні «Turn It On Again», «No Son of Mine» і «Los Endos». 22 травня 2008 року Коллінз отримав свою шосту нагороду «Ivor Novello» за міжнародні досягнення від Британської академії піснярів, композиторів та авторів, на церемонії, яка проходила в лондонському готелі «Grosvenor House».
У жовтні 2009 року стало відомо, що Коллінз збирається записати альбом кавер-версій «Мотаун»-пісень. Він повідомив німецькій газеті: «Я хочу, щоб пісні звучали саме так, як оригінали», і що альбом міститиме близько 30 пісень. У січні 2010 року Честер Томпсон заявив, що альбом завершений і вийде найближчим часом. Він також повідомив, що Коллінз зумів зіграти на барабанах для альбому, попри операцію на хребті. Альбом «Going Back» вийшов 13 вересня 2010 року і очолив британський чарт. Перед цим, влітку того року Коллінз дав шість концертів, де виконував музику з альбому. До числа цих виступів увійшла спеціальна програма «Phil Collins: One Night Only», яка транслювалася на каналі ITV1 18 вересня. Коллінз також просував «Going Back» з'явившись в одному епізоді телешоу BBC «Пізніше... з Джулсом Голландом», який транслювався 17 вересня.
У березні 2010 року Коллінза ввели до Зали слави рок-н-ролу як члена гурта «Genesis» на церемонії в Нью-Йорку. Станом на січень 2011 року Коллінз провів 1730 тижнів у німецьких музичних чартах — 766 тижнів з альбомами та синглами «Genesis» і 964 тижні з сольними релізами. 4 березня 2011 року, посилаючись на проблеми зі здоров'ям та інші обставини, Коллінз оголосив про перерву у своїй кар'єрі, що спричинило численні повідомлення про його відхід на пенсію. 7 березня його представник у Великій Британії заявив пресі: «Він не збирається і не має наміру йти на пенсію». Пізніше того ж дня Коллінз опублікував повідомлення для своїх шанувальників на власному вебсайті, підтвердивши свій намір піти на пенсію, щоб зосередитися на сімейному житті. У липні 2012 року збірка найкращих хітів Коллінза «...Hits» знову потрапила до американських чартів, посівши 6 місце в «Billboard 200».
У листопаді 2013 року Коллінз повідомив німецьким ЗМІ, що розглядає можливість повернення до музики, і припустив, що це може означати нові концерти з «Genesis», заявивши: «Все можливо. Ми могли б гастролювати в Австралії та Південній Америці. Ми ще там не були». У грудні того року, під час заходу, присвяченого його благодійній діяльності, Коллінз повідомив журналістам у Маямі (Флорида), що знову пише музику і, можливо, знову вирушить у турне.
24 січня 2014 року в інтерв'ю журналу «Inside South Florida» Коллінз оголосив, що пише нові композиції з англійською співачкою Адель. Він зізнався, що не мав уявлення, хто така Адель, коли дізнався, що вона хоче з ним співпрацювати. Коллінз казав: «Насправді, я не дуже був обізнаний щодо неї. Я живу в печері». Почувши її голос, він погодився приєднатися до неї в студії. Коллінз зазначав: «Вона так багато всього досягла. Мені дуже подобається її голос. Мені також подобаються деякі з її робіт». Проте у вересні 2014 року він оголосив про завершення співпраці, назвавши її «дещо невдалою». У травні того року Коллінз виконав наживо пісні «In the Air Tonight» і «Land of Confusion» разом із молодими студентами-музикантами в школі Country Day School у Маямі. На цей виступ запросили його сини, які навчалися у цій школі. Також повідомлялося, що у серпні 2014 року Коллінза запросили виступити в грудні на благодійному концерті в Маямі на підтримку його благодійного фонду Little Dreams, проте він пропустив цей захід через свою хворобу.

### 2015—…: повернення з пенсії, тур «Not Dead Yet» та друге возз'єднання «Genesis»

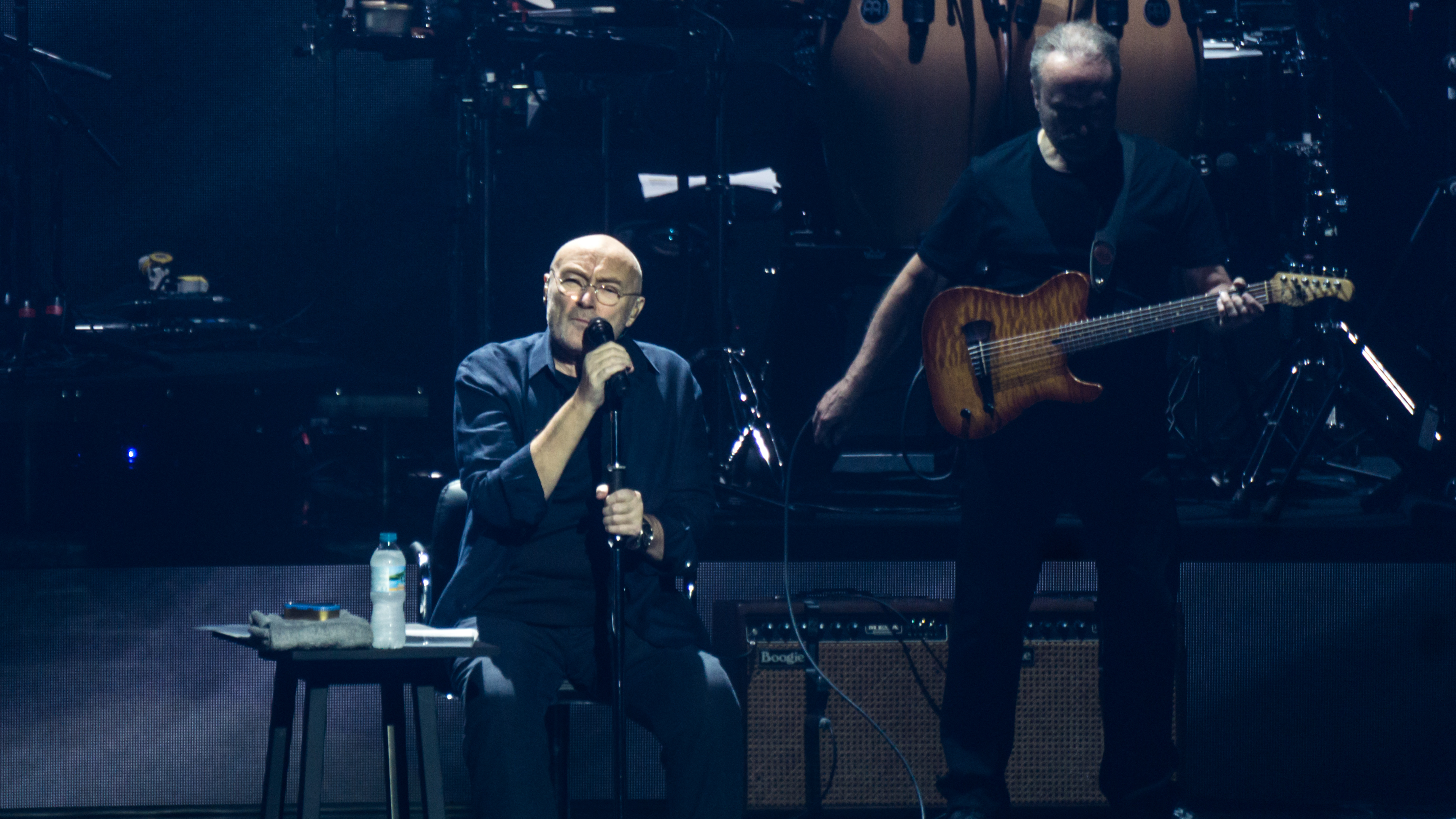
Виступ Філа Коллінза у «Альберт-Холлі» 7 червня 2017 року

У травні 2015 року Коллінз підписав контракт з Warner Music Group щодо ремастерингу і перевидання його сольних альбомів з раніше невиданим матеріалом. У жовтні того ж року він оголосив, що більше не перебуває на пенсії і почав планувати гастролі та запис нового альбому. До середини 2016 року всі вісім його альбомів були перевидані з оновленими обкладинками, на яких Коллінзаа зобразили у старшому віці; винятком став альбом «Going Back», який отримав нову обкладинку. 2019 року вийшли додаткові цифрові релізи «Other Sides» і «Remixed Sides».
У жовтні 2016 року вийшла автобіографія Коллінза під назвою «Ще не помер» («Not Dead Yet»). На прес-конференції, що відбулася того ж місяця у лондонському «Альберт-Холлі», він оголосив про своє турне «Not Dead Yet», яке спочатку планувалося як короткі європейські гастролі, що розпочалися в червні 2017 року. Турне включало п'ять вечірних концертів у «Альберт-Холлі», квитки на які були розпродані за п'ятнадцять секунд, через що Коллінз вирішив взяти участь у фестивалі «BST Hyde Park 2017», який став його найбільшим сольним концертом. У складі гурту Коллінза на барабанах грав його син Ніколас. У рецензії «The Telegraph» щодо його виступу зазначалося: «На відміну від тіла, голос майже не зазнав впливу часу. Він як і раніше проникливий, місцями ніжний, а місцями і надломлений». 2017 року турне було продовжено по всьому світу і тривало до жовтня 2019 року, загалом було дано 97 концертів.
У березні 2020 року Коллінз, Бенкс та Резерфорд оголосили про чергове возз'єднання «Genesis» і проведення туру «The Last Domino?». Цього разу до гурту приєднався син Коллінза Ніколас, який грав на барабанах, а його батько виступав лише як вокаліст. Однак тур двічі переносився через пандемію COVID-19, він розпочався лише у вересні 2021 року і завершився в Лондоні 26 березня 2022 року. На останньому концерті, проходив на лондонській арені «O2», Коллінз оголосив зі сцени: «Це останній концерт „Genesis“».
20 серпня 2024 року музичний продюсер Саймон Нейпір-Белл повідомив, що Коллінз оновлює свою домашню студію біля Женевського озера і, ймовірно, працює над новою музикою. Проте у лютому 2025 року Коллінз заявив, що не має планів створювати нову музику і «не має достатнього бажання» для цього через проблеми зі здоров'ям.

## Барабанна майстерність та вплив
У своїй книзі про «легенд», які визначили прогресивний рок-барабанний стиль, американський барабанщик Річ Лаковскі писав: «Груви Філа Коллінза в ранніх записах „Genesis“ проклали шлях для багатьох талановитих барабанщиків, що з'явилися згодом. Його здатність змушувати барабани звучати мелодійно і так переконливо передавати непарні розміри ритму змушувала багатьох барабанщиків надягати навушники і грати разом з Філом». 2014 року читачі журналу «Rhythm» визнали Коллінза четвертим найвпливовішим барабанщиком прогресивного року за його роботу у альбомі «Genesis» «The Lamb Lies Down on Broadway» 1974 року. 2015 року видання «MusicRadar» назвало Коллінза одним із шести піонерів прогресивного рок-барабанщика. 2005 року слухачі радіо-станції «Planet Rock» проголосували за Коллінза як за п'ятого найвидатнішого рок-барабанщика в історії. Коллінз посів десяте місце в списку «Найвидатніші барабанщики всіх часів» за версією видання «Gigwise» і дев'яте місце в списку «20 найвидатніших барабанщиків останніх 25 років» за версією «MusicRadar» 2010 року. 1987 року, Коллінз, озираючись на свою швидку гру в складі гурту «Brand X» і ранніх «Genesis», заявив: «Насправді я більше не можу так грати».
Барабанщик «Foo Fighters» Тейлор Гокінс назвав Коллінза одним зі своїх кумирів у грі на барабанах. Він сказав: «Коллінз — неймовірний барабанщик. Кожен, хто хоче добре грати на барабанах, повинен послухати його — ця людина — майстер». У квітневому випуску журналу «Modern Drummer» за 2001 рік барабанщик «Dream Theater» Майк Портной назвав Коллінза в інтерв'ю, коли його запитали про барабанщиків, які вплинули на нього та яких він поважав. В іншій розмові 2014 року Портной вихваляв його «приголомшливу прогресивну гру на барабанах» початку та середини 1970-х років. Барабанщик «Rush» теж Ніл Пірт хвалив його «прекрасну гру на барабанах» і «прекрасне звучання» в альбомі «Genesis» «Selling England by the Pound» 1973 року, назвавши його «вічним шедевром барабанного мистецтва». Марко Міннеманн, барабанщик таких виконавців, як Джо Сатріані та Стівен Вілсон, назвав Коллінза «блискучим» за те, як «він складає свої партії і яке звучання він отримує». Він сказав: «Філ для мене майже як Джон Бонем. Я відчуваю його характер, його підхід». Він виділив гру на барабанах у пісні «In the Air Tonight» як приклад «десяти нот, які знає кожен», і зробив висновок: «Філ — неймовірно талановитий барабанщик».

## Дискографія
Студійні альбоми
- Face Value (1981)
- Hello, I Must Be Going! (1982)
- No Jacket Required (1985)
- ...But Seriously (1989)
- Both Sides (1993)
- Dance into the Light (1996)
- Testify (2002)
- Going Back (2010)